# Tombeau pour M. de Sainte-Colombe
Tombeau pour M. de Sainte-Colombe est une œuvre pour viole de gambe de Marin Marais.

## Présentation
Tombeau pour M. de Sainte-Colombe est un des mouvements de la suite en mi mineur du Deuxième livre de pièces de viole de Marin Marais, publié en 1701.
La pièce, au caractère « sobre et discret », est un tombeau, composé pour viole de gambe et basse continue et dédié au célèbre violiste français Jean de Sainte-Colombe, qui fut le maître de Marais.
L’œuvre est connue en raison notamment de son utilisation dans la bande originale du film d'Alain Corneau Tous les matins du monde,.
La durée moyenne d'exécution de Tombeau pour M. de Sainte-Colombe est de sept minutes environ.